# ایگور کوکوروف
ایگور کوکوروف (به انگلیسی: Igor Cukrov) (زاده ۶ ژوئن ۱۹۸۴) خواننده کروات است.
او در مسابقه آواز یوروویژن ۲۰۰۹ به همراه آندره‌آ سوزنجرا نماینده کرواسی بود.